# Marienborg Station
Marienborg Station (Marienborg stasjon eller Marienborg holdeplass) er en jernbanestation på Dovrebanen og Stavne–Leangenbanen, der ligger i området Marienborg i Trondheim i Norge. Stationen, der består af to spor med en øperron imellem, ligger hvor de to baner skilles. Den ene spor tilhører Dovrebanen og er elektrificeret, mens det andet tilhører Stavne–Leangenbanen og er beregnet til dieseldrift.
Perronens overbygning og andre faste anlæg er tegnet af Pir II – Arkitekter ved Fredrik Shetelig. Der er adgang til perronen fra Cecilienborgvegen, der er ført under banen gennem en viadukt ved stationen. Umiddelbart øst for stationen går vejen over Ceciliebrua til St. Olavs Hospital på den anden side af Nidelven. På den vestlige side af stationen ligger Mantenas lokomotivværksted Marienborg.
Stationen åbnede som trinbræt 7. januar 2001. Tilbage i 1921 lå der et krydsningsspor på stedet, der kom til at spille en vigtig rolle ved Nidareid-ulykken. Et tog skulle angiveligt have ventet her men fortsatte og stødte ind i et andet tog ved Ila, så seks personer blev dræbt.